# Kunathari
Kunathari (en népalais : कुनाथरी) est un comité de développement villageois du Népal situé dans le district de Surkhet. Au recensement de 2011, il comptait 7 539 habitants.